# Sistema de ligas de futebol da Turquia
O sistema de ligas de futebol da Turquia é um complexo de campeonatos profissionais e amadores de abrangência nacional, regional e local organizados ou reconhecidos pela Federação Turca de Futebol. Tais campeonatos são divididos e organizados em oito divisões, sendo 4 delas profissionais e as outras 4 não-profissionais.

## Características
Assim como observado em sistemas de ligas de futebol de outros países, a pirâmide do futebol turco compreende o processo de acesso e descenso. Com exceção da Süper Lig (equivalente à Primeira Divisão Turca), onde o acesso das equipes melhores colocados para as competições continentais e o descenso das equipes piores colocadas à TFF 1. Lig (equivalente à Segunda Divisão Turca) ocorre com base no modelo automático, em todas as demais divisões profissionais adota-se o modelo misto: das três vagas de acesso às divisões superiores, 2 delas são preenchidas automaticamente pelo campeão e vice-campeão da divisão, enquanto que a última vaga é decidida em um playoff disputado entre as equipes que terminaram o campeonato entre a 3ª e a 6ª colocações em jogos de ida e volta para definir o terceiro clube promovido. Neste caso, o clube vencedor do playoff pode não necessariamente ser o mesmo que terminou a competição na 3ª colocação, fazendo com que este permaneça mais uma temporada naquela divisão para tentar novamente o acesso à divisão superior.
Em teoria, é possível que um clube amador local suba ao auge do futebol turco e vença a divisão máxima do futebol do país. Embora isso possa ser improvável na prática (no mínimo, a curto prazo), certamente há um movimento significativo dentro da pirâmide. Os dois primeiros níveis do sistema de ligas, isto é, a Süper Lig e a TFF 1. Lig contêm uma única divisão cada. Abaixo deles, os níveis têm progressivamente mais divisões paralelas, cada uma cobrindo áreas geográficas progressivamente menores e abarcando um número maior de equipes participantes, de modo que todos clubes devidamente registrados na Federação Turca de Futebol tenham o direito de disputar competições e de ser promovido ou rebaixado para divisões superiores ou inferiores do futebol nacional.

## Ligas profissionais

### Primeira Divisão Turca
Conhecida como Süper Lig, foi fundada oficialmente em 1959 sob a denominação Millî Lig, sendo posteriormente substituída em 1963 para 1. Lig e somente adotando a denominação atual em 2001. Historicamente disputada por 18 equipes, hoje é disputada por 20 equipes que jogam ao total 38 rodadas divididas em turno e returno sob o formato de pontos corridos. O campeão e vice-campeão da competição classificam-se para a Liga dos Campeões da UEFA, enquanto que as equipes que terminaram na 3ª e 4ª colocações classificam-se para a Liga Conferência da UEFA. 
Já as três equipes com as piores campanhas ao longo do campeonato são automaticamente rebaixadas ao final da temporada.

### Segunda Divisão Turca
Conhecida como TFF 1. Lig, foi oficialmente fundada em 1963 sob a denominação 2. Lig, somente adotando sua denominação atual em 2001. É disputada por 18 equipes que jogam ao total 34 rodadas divididas em turno e returno. O campeão e vice-campeão classificam-se diretamente para a Süper Lig, enquanto que a terceira vaga de acesso à divisão máxima do futebol turco é disputada em um playoff composto pelas equipes que terminaram a competição entre o 3º e o 6º lugares em jogos de ida e volta de caráter eliminatório, sendo o clube vencedor o detentor da terceira vaga de acesso. 
Assim como observado na Primeira Divisão Turca, as três equipes com as piores campanhas ao longo das 34 rodadas da competição são rebaixadas ao final da temporada.

### Terceira Divisão Turca
Conhecida como TFF 2. Lig, foi oficialmente fundada em 1967 sob a denominação 3. Lig, somente adotando sua denominação atual em 2001. É disputada por 39 equipes, divididas em 2 grupos: o Grupo Branco (em turco, Beyaz Grup) composto por 19 clubes e o Grupo Vermelho (em turco, Kırmızı Grup) composto por 20 clubes.
Durante a fase de grupos, as equipes do primeiro grupo jogam ao total 36 partidas divididas em turno e returno, enquanto que as equipes do segundo grupo jogam 38 partidas. No fim, a equipe vencedora de cada grupo classifica-se diretamente para a TFF 1. Lig, enquanto que as equipes que terminaram a competição entre o 3º e o 6º lugares em ambos os grupos disputam um playoff unificado com partidas de ida e volta de caráter eliminatório, sendo o clube vencedor o detentor da terceira vaga de acesso. 
Ao final da temporada, as três equipes com as piores campanhas de cada grupo são rebaixadas para a TFF 3. Lig.

### Quarta Divisão Turca
Conhecida como TFF 3. Lig, foi criada somente em 2001 como resultado da última reorganização do sistema de ligas de futebol turco diante da expansão do número de clubes de futebol resgistrados junto à Federação Turca de Futebol, que decidiu por criar uma nova divisão de futebol, sendo esta a última divisão profissional de clubes do país. 
É disputada por 67 equipes, divididas em 4 grandes grupos, sendo três deles compostos por 17 equipes e um deles composto por 16 equipes. Durante a fase de grupos, as equipes disputam entre 30 a 32 partidas divididas entre turno e returno. Assim como ocorre na sua divisão imediatamente superior, a equipe vencedora de cada grupo classifica-se diretamente para a TFF 2. Lig, enquanto que as equipes que terminaram a competição entre o 3º e o 6º lugares de cada grupo disputam dois playoffs paralelos (Grupo 1 x Grupo 2 e Grupo 3 x Grupo 4) com partidas de ida e volta de caráter eliminatório, sendo os clubes vencedores de cada playoff detentores das 2 vagas de acesso remanescentes.
Ao final da temporada, as quatro equipes com as piores campanhas de cada grupo são rebaixadas para as Ligas Regionais Amadoras.

## Estrutura atual
| Nível                         | Liga/Divisão                                                    | Liga/Divisão                                                    | Liga/Divisão                                                    | Liga/Divisão                                                    |
| Nível                         | Campeonatos profissionais                                       | Campeonatos profissionais                                       | Campeonatos profissionais                                       | Campeonatos profissionais                                       |
| ----------------------------- | --------------------------------------------------------------- | --------------------------------------------------------------- | --------------------------------------------------------------- | --------------------------------------------------------------- |
| 1                             | Süper Lig 20 clubes 3 rebaixados                                | Süper Lig 20 clubes 3 rebaixados                                | Süper Lig 20 clubes 3 rebaixados                                | Süper Lig 20 clubes 3 rebaixados                                |
| 2                             | TFF 1. Lig 18 clubes 3 promovidos 3 rebaixados                  | TFF 1. Lig 18 clubes 3 promovidos 3 rebaixados                  | TFF 1. Lig 18 clubes 3 promovidos 3 rebaixados                  | TFF 1. Lig 18 clubes 3 promovidos 3 rebaixados                  |
| 3                             | TFF 2. Lig Grupo Vermelho 20 clubes 1-2 promovidos 3 rebaixados | TFF 2. Lig Grupo Vermelho 20 clubes 1-2 promovidos 3 rebaixados | TFF 2. Lig Grupo Branco 19 clubes 1-2 promovidos 3 rebaixados   | TFF 2. Lig Grupo Branco 19 clubes 1-2 promovidos 3 rebaixados   |
| 4                             | TFF 3. Lig Grupo 1 16 clubes 1-2 promovidos 4 rebaixados        | TFF 3. Lig Grupo 2 17 clubes 1-2 promovidos 4 rebaixados        | TFF 3. Lig Grupo 3 17 clubes 1-2 promovidos 4 rebaixados        | TFF 3. Lig Grupo 4 17 clubes 1-2 promovidos 4 rebaixados        |
| Campeonatos não-profissionais |                                                                 |                                                                 |                                                                 |                                                                 |
| 5                             | Ligas Regionais Amadoras 152 clubes 16 promovidos 22 rebaixados | Ligas Regionais Amadoras 152 clubes 16 promovidos 22 rebaixados | Ligas Regionais Amadoras 152 clubes 16 promovidos 22 rebaixados | Ligas Regionais Amadoras 152 clubes 16 promovidos 22 rebaixados |
| 6                             | Superligas Amadoras Abrangência local                           | Superligas Amadoras Abrangência local                           | Superligas Amadoras Abrangência local                           | Superligas Amadoras Abrangência local                           |
| 7                             | Primeira Divisão Amadora Abrangência local                      | Primeira Divisão Amadora Abrangência local                      | Primeira Divisão Amadora Abrangência local                      | Primeira Divisão Amadora Abrangência local                      |
| 8                             | Segunda Divisão Amadora Abrangência local                       | Segunda Divisão Amadora Abrangência local                       | Segunda Divisão Amadora Abrangência local                       | Segunda Divisão Amadora Abrangência local                       |